# Шевцова, Татьяна Викторовна
Татья́на Ви́кторовна Шевцо́ва (род. 22 июля 1969, Козельск, Калужская область, РСФСР, СССР) — российский государственный деятель, военный финансист, экономист. Заместитель министра обороны Российской Федерации (4 апреля 2010 — 17 июня 2024). Действительный государственный советник Российской Федерации 1 класса, заслуженный экономист Российской Федерации, кандидат экономических наук. Из-за нарушения территориальной целостности и независимости Украины во время российско-украинской войны находится под персональными международными санкциями всех стран Евросоюза и ряда других государств.

## Биография
Родилась 22 июля 1969 года в Козельске Калужской области. Отец — военнослужащий.
В 1991 году окончила Ленинградский финансово-экономический институт имени Н. А. Вознесенского.
С 1991 года по 2010 год работала в налоговых органах. Прошла путь от налогового инспектора в Центральном районе Санкт-Петербурга до руководителя Департамента крупнейших налогоплательщиков министерства Российской Федерации по налогам и сборам.
С ноября 2004 года по май 2010 года — заместитель руководителя Федеральной налоговой службы (А. Э. Сердюкова). В этой должности курировала исполнение обязательств по уплате налогов крупнейшими налогоплательщиками.
В 2009 году присвоен классный чин действительный государственный советник Российской Федерации 2-го класса.
В мае 2010 года была назначена советником Министра обороны Российской Федерации Анатолия Сердюкова. 4 августа 2010 года указом Президента Российской Федерации Татьяна Викторовна Шевцова назначена заместителем Министра обороны Российской Федерации. Является одной из немногих заместителей министра, кто остался в должности при Сергее Шойгу, возглавившем Минобороны России в 2012 году. В должности заместителя Министра обороны России курирует вопросы организации финансового обеспечения Вооружённых сил Российской Федерации. В её подчинении находятся Департаменты финансового обеспечения, финансового планирования, социальных гарантий, экономического анализа и прогнозирования и финансового мониторинга государственного оборонного заказа Минобороны России.
В 2011 году присвоен высший классный чин федерального государственного служащего — Действительный государственный советник Российской Федерации 1-го класса.
17 июня 2024 года, на фоне чисток в Минобороны РФ, освобождена от должности заместителя министра обороны Российской Федерации.

## Санкции
15 марта 2022 года, на фоне вторжения России на Украину, внесена в санкционный список Великобритании так как «руководила или иным образом участвовала в развертывании сил, задействованных в российском вторжении в Украину».
С 6 мая 2022 года находится под санкциями Канады за «соучастие в выборе президента Путина вторгнуться в мирную и суверенную страну».
С 19 октября 2022 года находится под санкциями Украины как ответственная «за дестабилизацию Украины и российскую военную агрессию».
23 июня 2023 года Шевцова попала под санкции всех стран Евросоюза за действия которые подрывают или угрожают территориальной целостности, суверенитету и независимости Украины:

Она курирует работу с финансовыми ресурсами и отвечает за выплаты мобилизованным солдатам, участвующими в агрессивной войне России против Украины. Подконтрольные ей военные финансисты перенаправляют средства на незаконно аннексированные территории Украины.— «Официальный журнал Европейского союза», Брюссель, 23 июня 2023 года
По аналогичным основаниям находится под санкциями Австралии, Новой Зеландии и Японии.

## Награды и звания

### Государственные награды Российской Федерации
- Орден «За заслуги перед Отечеством» IV степени;
- Орден Александра Невского (2017) — за заслуги по укреплению обороноспособности страны и высокие личные показатели в служебной деятельности[13]
- Орден Почёта (2007);
- Орден Дружбы;
- Медаль ордена «За заслуги перед Отечеством» II степени;
- Заслуженный экономист Российской Федерации (2006)[1][2];
- Медаль «В память 300-летия Санкт-Петербурга»;
- Государственная премия Российской Федерации имени Маршала Советского Союза Г. К. Жукова (2020) — в составе авторского коллектива (О. А. Антонюк, А. М. Зарубецкий, И. В. Мишуткин, П. А. Олюшин, А. А. Приветкин, Ю. В. Яркоева) за цикл научных трудов и учебных изданий по вопросам финансово-экономического обеспечения деятельности Вооружённых сил Российской Федерации[14].

### Ведомственные награды
- Медаль «За укрепление боевого содружества»;
- Медаль «За участие в военном параде в День Победы»;
- Медаль «За трудовую доблесть»;
- Медаль «За возвращение Крыма»;
- Медаль «Генерал-полковник Дутов»;
- Медаль «За укрепление государственной системы защиты информации» II степени;

### Региональные награды
- Юбилейная медаль «65 лет Калужской области» (2009);

### Иностранные награды
- Нагрудный знак отличия «За укрепление военного сотрудничества» (Белоруссия, 2018)[15];

### Общественные и иные награды
- Почётная грамота Государственной Думы Федерального Собрания Российской Федерации (2006),
- Орден Святителя Николая Чудотворца;